# Hermina Geyser
Hermina Geyser (Hermina Lategan Geyser; * 4. Februar 1938 in Pietermaritzburg) ist eine ehemalige südafrikanische Hochspringerin.
Bei den Olympischen Spielen 1956 in Melbourne wurde sie Siebte mit 1,64 m.
Ihre persönliche Bestleistung von 1,69 m stellte sie am 22. März 1958 in Pretoria auf.